# Lago dei Morti
Der Lago dei Morti (deutsch See der Toten) ist ein Bergsee im Schweizer Kanton Tessin.
Der rund 240 m lange See liegt am Gotthardpass auf einer Höhe von 2044 m ü. M. auf dem Gebiet der Gemeinde Airolo.